# Гомзяковы
Гомзяковы — древний дворянский род.

## Дворяне Гомзяковы
Роман Гомзяков бортник рязанского владыки (1567). Гомзяков Семейка опричник царя Ивана Грозного (1573), ведал комплектованием царской дружины. Иван Гомзяков и новик Поздняк Фёдорович владели поместьями в Коломенском уезде (1577).. Михаил и Давыд Яковлевичи на службе у великого князя Ивана IV Васильевича (1577). Потомство его внуков — Артемия (1642—1657) и Сергея († 1683) Панкратовичей — записано в VI часть дворянской родословной книги Московской губернии. Ястребник Иван Иванович владел поместьем в Медынском уезде (1586).
Гомзяков Фёдор, засечный голова, по наказу Пушкарского приказа (1632) и под руководством воеводы Дмитрия Михайловича Пожарского, ведал содержанием в исправности и охране Вожской засеки, на границе Польского государства. Жилец Фёдор Никитич за Ярославскую службу получил денежную придачу (1619), владел поместьем в Белёвском уезде (1628), московский дворянин (1640). Иван Артемьевич владел поместьем в Данковском уезде (1679). Жилец Никита Андреевич владел поместьем в Каширском уезде (1697).
Иван Артемьевич Гомзяков владел населённым имением (1699).

## КупцыГомзяковы
Купеческая ветвь рода Гомзяковых состояла в основном из мещан — мелких лавочников и приказчиков, состоящих на службе у крупных купцов, например: Степан Гомзяков — мореплаватель и купец Российско-Американской компании, прибыл на Аляску в 1815 году, был управляющим островом Унга; купец Гомзяков Иван Иванович (1902) — владелец крупной мануфактуры в Хабаровске.
Особое место в истории рода занимает Павел Иванович Гомзяков (1867—1922), поэт и прозаик, по профессии врач, надворный советник, служил на кораблях Владивостокской акватории. Одним из первых художественных изданий на Дальнем Востоке был его поэтический сборник «На память друзьям», вышедший (1885) в типографии командира портов Восточного океана.
Амур родной! Люблю бурливый

Твой бег и резвый, и строптивый…

Люблю я твой простор могучий.

И берегов зеленых кручи,

И необъятные леса,

И гор прибрежных пояса.
Павел Иванович Гомзяков написал множество художественных произведений, таких как: «Юбилейные наброски», ставшие первой поэтической летописью Владивостока, поэмы: «Две свечи» («Сказание о 1812 годе»), «Певцу „Синей птицы“», «По зову предков» («Галицийская быль»), скончался в Архангельске в 1922 году.